# Stazione di Chihuahua Pacífico
La Stazione di Chihuahua Pacífico, (chiamata semplicemente Chihuahua) è una stazione ferroviaria ubicata nella città di Chihuahua, capitale dell'omonimo stato, nel nord del Messico. È la stazione di testa della tratta Chihuahua-Los Mochis, appartenente alla linea ferroviaria Ojinaga-Topolobampo, considerata una delle più panoramiche del Messico.

## Storia
La Stazione di Chihuahua Pacífico, (così chiamata per distinguerla dalla Stazione di Chihuahua Norte, dove fino al 1999, fermavano i treni passeggeri provenienti da Ojinaga, Città del Messico e Ciudad Juárez, oggi con soli servizi merci), distante 2 km dal centro storico di Chihuahua, venne inaugurata nel 1928, quando l'allora Governatore dello stato di Chihuahua, Enrique Creel completò la sezione Chihuahua-Creel della linea Ojinaga-Topolobampo, che era in costruzione già dal 1890. Durante la gestione statale della linea (1940-1999), da parte delle Nacionals de Mexico, (NdeM), successivamente Ferrocarriles Nacionales de Mexico, (FNM), vi erano tre treni al giorno, uno di classe economica, uno di 1a classe con ristorante e vagoni letto, e un'automotrice limitata alla stazione di Divisadero. Dopo la privatizzazione del 1999, il servizio di automotrice venne soppresso, mantenendo gli altri due servizi, senza vagoni letto. Dal 2017, il servizio di classe economica venne ridotto a due partenze alla settimana e quello di 1a classe limitato alla tratta Los Mochis-Creel e ridenominato "ChepeExpress".

## Strutture e impianti
La stazione dispone di 2 binari passanti, (uno per movimentazione treni, e uno per i treni passeggeri), con un solo marciapiede al primo binario e 4 binari trochi di deposito. I binari 1 e 2, oltrepassano la stazione, attraversando Calle 20a, dove dopo un passaggio a livello si uniscono in un unico binario tronco, utilizzato come asta di manovra per le locomotive o treni di massimo tre carrozze. La stazione è dotata, al suo interno, della sala d'aspetto, con servizio di biglietteria e bagni. All'esterno è presente un parcheggio e servizio di taxi. Un binario di collegamento la unisce alla linea Ciudad Juárez-Città del Messico, utilizzata dai soli treni merci. 500 metri più a sud, è presente uno scalo merci e una officina di revisione delle locomotive e vagoni.

## Movimento
Al febbraio 2025, solo il treno di Classe Economica partiva da questa stazione due volte la settimana, (martedì e sabato), per Los Mochis.